# 근대 무용

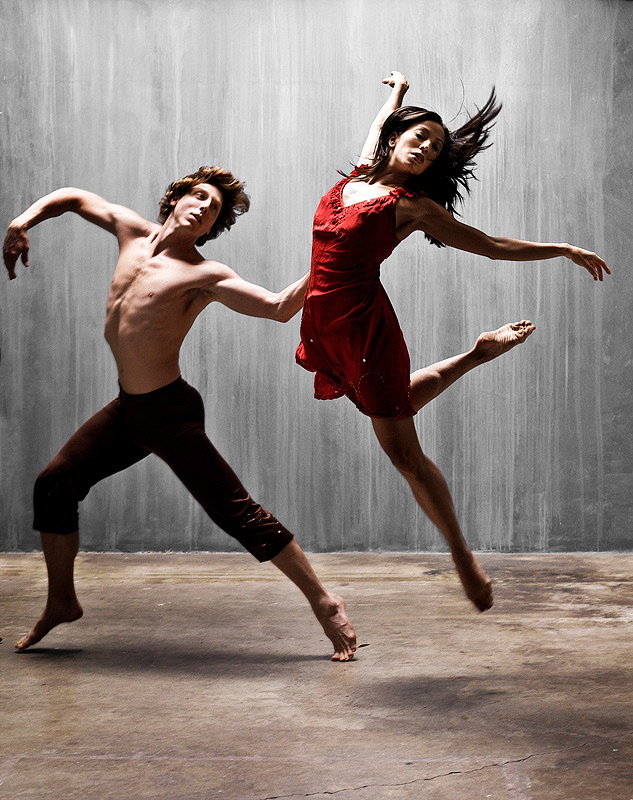
근대 무용을 공연하는 남녀

근대 무용(近代舞踊)은 미국 무용가 이사도라 덩컨(Isadora Duncan)이 발레의 형태(形態)를 새로운 형태, 즉 무용은 형식에 얽매이지 않고 인간이 움직일 수 있는 모든 움직임을 동원하여 새로운 미(美)를 창조하는 예술이어야 한다는 이념으로 일으킨 하나의 이념적·형태적 혁명이다. 19세기 초반에 성행했던 로맨티시즘(romanticism)은 19세기 후반에 접어들면서 발달하는 자연과학에 자극을 받고 또한 변동하는 사회의 영향을 받아 현실주의(現實主義)에 밀려나고, 예술에서 자연히 사실주의(寫實主義) 경향으로 옮겨 갔다. 이것이 무용에도 혁명을 일으킨 근본적인 원인이라고 할 것이다.
현대 무용이라고도 부르며, 두 명칭은 혼동되고 있다.

## 근대 무용의 성립과 배경
무용(舞踊,댄스)의 역사는 오래 되나, 근대 무용은 그 역사가 짧다. 왜냐하면 그것은 20세기의 소산이기 때문이다.  19세기 말까지의 유럽의 무용을 주도(主導)했던 것은 발레였다. 그때까지의 발레는 다만 하나의 무용예술이었던 것이다. 그러나 그 발레는 파리를 중심으로 19세기 전반의 로맨틱 발레 전성시대를 절정으로 하여, 이윽고 매너리즘에 빠져 차차 쇠퇴하기 시작했다. 그리하여 이를 대신해서 러시아가 주도권을 장악하게 되어 고전 발레를 완성시켰으나 그 고전 발레가 고도화함과 동시에 기교의 편중을 초래하고 무용의 참된 예술성은 상실되는 듯한 느낌이 있었다. 거기에 무용의 커다란 전기(轉機)가 필요해졌음은 당연한 귀추였다.  더구나 20세기는 모든 의미에서, 즉 사상적으로는 인간해방, 예술적으로는 창조의 시대로 돌입했다. 이렇게 되자 인간성을 억압했던 기교의 편중, 일정한 형(型)에 사로잡혀 어쩔 수 없게 된 발레에 대해 욕구불만이 일어나는 것은 당연했다. 그 국면을 타파하는 운동이 발레계 자체에 일어나 디아길레프의 화려한 발레 뤼스(Ballet Russe)의 활약이 있었음은 이미 상술한대로이다.  그러나 한편에서는 이미 발레의 낡은 구각에서 탈피하여 그것과는 전혀 새로운 입장에서 참된 무용정신을 회복하고 독자적인 무용예술을 확립하려는 운동이 20세기에 일어났다. 그것이 곧 근대 무용이다.

## 독일의 근대 무용
독일의 근대 무용은, 요컨대 세계대전에 패한 독일인의 고뇌에서 생긴 예술이었다. 그것 자체는 무용예술에 전신적인 발자취를 남긴 것이다. 또한 뛰어난 무용가도 배출시켰는데, 결국 그 전성기는 그다지 오래 계속되지는 않았다.

### 육체문화운동
20세기를 맞이할 때까지 독일은 무용면에서는 참으로 빈곤한 나라였다. 발레가 그토록 전성을 자랑하고 있었던 시대에도 독일은 다만 방관자에 지나지 않았던 것이다. 그 이유의 하나로는, 발레가 라틴 민족의 예술이었으므로 게르만 민족인 독일인으로서는 무연(無緣)의 예술로서 반발했다는 점을 들 수 있겠다.  그러나 독일에 19세기 이후 프리드리히 얀(1778-1852)이라든가 루츠 무츠(1759-1839)가 제창한 육체문화운동이 국민 전반에 보급되었다. 그리고 그 운동에 영향을 주고 목표를 암시한 것이 앞서 말한 덩컨이었다.  이후 독일의 각 도시에서는 노동자나 학생, 그 밖의 근로계급을 포함한 수많은 일반인이 육체문화운동에 참가하고 덩컨식의 신무용을 향해 활발한 활동을 전개했다. 이것을 라이엔탄츠(일반인 무용)라고 한다. 그러나 그것은 아직 무용의 영역까지는 미치지 못한 것이었다. 왜냐하면 발레의 기교적인 부자연스러움은 없다 해도, 그 자연운동은 통제가 없고 이른바 무용의 법칙조차 갖지 못한 단계에 지나지 않는 무용적인 보건운동의 영역에서 벗어나지 못하고 있었기 때문이다.

### 에밀 달크로즈
이러한 무질서한 시대가 계속되는 동안에 주네브의 음악 교사였던 에밀 달크로즈(Emile Dalcroze, 1865-1950)가 리듬 교육을 창도하기 시작했다. 달크로즈의 본명은 자크 달크로즈(Jaques Dalcroze)이다.  달크로즈는 독일인은 아니며, 오스트리아의 빈 태생이다. 주네브의 음악학교에서 작곡법을 가르치고 있는 동안에 종래의 음악교육에는 근본적인 결함이 있음을 느끼고, 그는 음악적 감각은 리듬적인 것이며, 그 리듬은 단순히 청각으로 지각되는 것 뿐만 아니라 전유기적(全有機的)으로 지각되는 것이기 때문에 인간의 근육이나 신경감각을 완전히 무시하고 귀에만 의존하려는 종래의 음악교육은 극히 불완전하다고 주장했다. 그리고 그는 완전히 새로운 리듬교육인 '유리드믹스'를 창안했다.  그것을 실천하기 위해 달크로즈가 독일의 헬레라우 교외에 리드믹 학교를 설립하고 독특한 리듬교육을 시작한 것은 1910년이었다.

#### 리드믹(rhythmic)
달크로즈의 이 리드믹 이론과 그 교육법은 순식간에 호평을 받아, 음악상으로는 물론 무용교육상으로도 대단히 효과가 있음이 알려져, 세계 각지에서부터 입학하러 오는 무용가가 끊이지 않았다. 그리고 그들은 각지에서 발레나 모던 댄스로 활약, 한층더 리드믹의 중요성을 세계에 알림으로써 무용의 발전 향상에 크게 공헌했다.  그러나 리드믹은, 달크로즈 자신이 말했듯이 그 자체는 음악적인 교육법이지 무용은 아니다. 즉 새로운 음악교육법이며, 동시에 무용교육법이기도 했다. 따라서 기초적인 예술 표현의 수단인 것으로서, 그는 리듬의 감득(感得)과 리듬적 감각의 세련은 무엇보다도 기초적인 조건이므로 단순히 귀에 호소하는 것만이 아니라 육체 전체에 리드미컬한 운동을 하게 함으로써 올바른 리듬감각을 지닐 수 있도록 한 것이다.

### 루돌프 폰 라반
이사도라 덩컨이나 에밀 달크로즈의 영향을 받아 독일이 겨우 독자적인 새로운 무용을 창조하고자 그 실천에 착수하기 시작할 무렵, 독일 신무용의 창조적 개척자로 등장한 사람이 루돌프 폰 라반(Rudolf von Laban, 1879-1958)이었다. 그리고 이 라반의 출현으로 독일 신무용은 영광의 자리에 오를 수 있었던 것이다.

## 미국의 근대 무용
독일의 근대 무용이 그 지도성을 잃자, 이를 대신하여 주도권을 장악한 것은 미국이었다. 그리고 현재도 전 세계에서 근대 무용에 가장 열중하며 활발한 움직임을 보이고 있는 나라는 미국일 것이다.  미국은 문화의 신흥국이었다. 따라서 댄스의 전통이 없는 나라이다. 그런 점이 바로 모던 발레가 발전한 이유가 된다. 때문에 미국은 근대 무용에 무용문화의 운명을 걸고 그 육성 발전에 힘을 기울였던 것이다. 그 결과 아메리칸 댄스라고 불리는 한 장르를 쌓아올릴 수 있었던 것이다.
그러한 미국의 근대 무용에 영향을 끼친 사람이 곧 이사도라 덩컨과 마리 비그만이었다. 그리고 특히 비그만에게 배운 하냐 홀름(Hanya Holm)이 있다. 그는 1931년에 뉴욕에서 비그만 무용학교를 세우고, 1936년부터는 그 자신의 이름으로 학교이름을 고치고서 독일식 근대 무용을 미국에 이식했다. 또한 루스 세인트데니스와 그의 문하생인 마더 그레이엄, 도리스 험프리, 찰스 와이드먼 등 수많은 뛰어난 준재(俊才)들이 미국 근대 무용을 근대의 융성으로 쌓아올렸다.
미국 근대 무용은 제2차 대전 후에 급속한 활약으로 바로 오늘날의 융성과 발전을 이룩했으며, 독일의 근대 무용이 발레의 요소를 철저히 거부했었던 것과는 달리 미국은 엄격하게 거부적인 태도를 취하지 않고, 말하자면 절충주의에 의해 폭넓게 근대 무용의 활로를 발견하고 있는 점이 특징이라 하겠다.

### 마더 그레이엄
마더 그레이엄(Martha Graham, 1895-?)은 1916년에 데니숀 무용학교에서 배우고, 1923년까지 그 무용단에서 활약했는데, 1926년에는 독립하여 뉴욕에서 데뷔했다. 그 후 제1선에서 미국의 무용계를 주도했고, 그 작품은 백수십편을 헤아리며, 해외에도 진출함으로써 미국에 있어서의 현대의 마리 비그만이라는 칭송까지 듣고 있다.

### 도리스 험프리
도리스 험프리(Doris Humphrey, 1895-1958)은 1915년에 데니숀 무용학교 창립과 함께 중요 멤버로서 참가, 28년에는 동료인 찰스 와이드먼과 독립하여 험프리·와이드먼 무용단 및 그 부속 무용학교를 설립한 일이 있다.  제2차 대전 후는 무대에서 물러나, 오로지 안무와 제자의 육성에 전념, 이론가로서도 미국의 무용계에 큰 공헌을 했다.

### 찰스 와이드먼
찰스 와이드먼(Charis Weidman, 1901-75)은 추상적인 근대 무용에 대해 오히려 드라마틱한 작품을 주장했다.

## 근대 무용의 부정형 기법
근대 무용은 고전 발레의 레지스탕스로서 발생, 이를 신조로 삼아 발전한 것이므로, 고전발레의 모든 기법을 부정(否定)함으로써 성립되고 있다. 즉 정형적(定型的)인 기법의 거부인 것이다. 거기에서부터 근대 무용의 부정형(不定型)적인 기법이 생겨난다.  기법이란 원래가 표현의 수단이지 목적은 아니다. 그런데 고전 발레처럼 그 기법이 극도로 발달하면서 정형적인 패턴이 생겨나게 되어, 정해진 기법에 의하지 않고서는 표현할 수가 없는 결과가 되어 버린다.  이렇게 되면 주객이 전도된다고 모던 댄스는 주장한다. 그러나 고전 발레의 경우는, 그것이 공통된 표현법으로서 그러한 정형적인 것이 필요하기도 했다. 그런데 근대 무용의 경우는 개성의 존중과 그 표현자체에 독창성을 요구하기 때문에 모든 공통어(共通語)를 필요로 하지 않는다. 여기에 부정형의 기법이 생겨난다.  그러나 부정형이라고는 해도 거기에는 각자 나름의 독자적인 표현법이 생기게 된다. 다만, 그것은 고전 발레처럼 공통된 기법은 아니라는 것 뿐이다. 따라서 모던 댄서는 각자가 필요하다고 생각되는 기법을 스스로가 창안하여, 그 시스템을 확립시키고 각자 나름으로 기법의 독자성을 발휘하고 강조한다. 즉, 근대 무용에서는 기법 그 자체에 중요한 의의가 있고, 그 자체가 예술적인 표현과 연결되는 것이니까 제각기 독자적으로 기법을 창안하게 되며, 따라서 부정형이 되지 않을 수 없다.  그래서, 부정형이기 때문에 어떠한 표현이라도 가능하게끔 우선 육체의 단련부터 시작한다. 단련된 육체가 아니고서는 자유자재(自由自在)로운 표현은 할 수가 없기 때문이라고 하겠다.

## 근대 무용의 독자성과 타협성
그러나 근대 무용이라고 해도 그 표현하는 바는 갖가지이므로 독일파의 신무용처럼 절대적으로 고전 발레의 기법을 거부하는 것이 있는가 하면, 어떤 종류의 아메리칸 댄스, 필요하다면 고전 발레뿐만 아니라 온갖 무용 표현이 가능한 기법을 채택하여 표현법을 풍부하게 하려는 것도 있어, 이러한 점에서도 모던 댄스의 기법은 부정형(不定型)이다.  이와 같은 기법에 대한 해석은 어느 나라에서나 마찬가지로, 그 가운데는 고전 발레의 기본을 그대로 기본으로써 채용(採用)하여, 거기에 독자적인 기법을 전개하는 경우까지 있다. 이처럼 근대 무용에서는 그 기법에서도 독자성을 주장하고 절대적으로 기성 기법(旣成技法)을 배제하려는 경우가 있는가 하면 고전 발레가 어떤 단계에서 타협을 한다는 식도 있기 때문에 그 양상은 천태만상이라고 하겠다.  그래서 독일파의 신무용처럼 그 독자성을 엄수하고 순수함을 지키려는 입장의 근대 무용은 타협적인 근대 무용마저 부정하여 엄밀한 의미에서의 근대 무용이 아니라고 주장한다. 즉, 근대 무용의 의미를 좁은 뜻으로 해석하느냐 넓은 뜻으로 해석하느냐에 따라 근대 무용의 양상은 제각기 달라진다는 것이 오늘날의 현상이라고 하겠다.